# ルベン・ガルシア
ルベン・ガルシア・サントス（Rubén García Santos、1993年7月14日 - ）は、スペイン・バレンシア出身のサッカー選手。CAオサスナ所属。ポジションはフォワード。

## クラブ経歴

### レバンテ
アンダルシア州バレンシアに生まれ、レバンテUDの下部組織で育成された。2010-11シーズン、テルセーラ・ディビシオンに所属していたレバンテBでシニアデビューを果たし、2011年1月31日、レバンテと自身初のプロ契約を結んだ。
2012年9月2日、ホームで行われたRCDエスパニョール戦 (3-2)にてナビル・エル・ザールとの交代でレバンテのトップチームデビュー並びにラ・リーガデビューを飾った。同年10月21日には、1-0で勝利したヘタフェCFとの一戦でこの試合の決勝点を挙げたミチェルのゴールをアシストした。
2012年12月9日、4-0と大勝したRCDマヨルカ戦で自身初のラ・リーガ初ゴールを記録した。2013年1月、正式にトップチームへと昇格し、背番号13番を託された。
2016-17シーズン、セグンダ・ディビシオンで17試合に出場したガルシアだったが、オサスナは見事プリメーラ昇格を決めた。チーム自体は昇格を果たしたものの、ガルシアとしては決して満足いく成績ではなかったため、2017-18シーズンはスポルティング・デ・ヒホンにレンタルすることを決意した 。

### オサスナ
2018年8月20日、セグンダのCAオサスナと3年契約を交わした。また、レバンテがガルシアの保有権を50%所持する。この2018-19シーズン、ガルシアはリーグ戦37試合に出場して7得点を挙げた。オサスナも1部昇格を成し遂げ、ガルシアの活躍に満足したオサスナはレバンテから残りの保有権をすべて買い取った。

## 代表経歴
2013年6月、2013 FIFA U-20ワールドカップにU-20スペイン代表として参加した。

## 個人成績

### クラブ
2021年7月30日現在
| クラブ                        | シーズン     | リーグ                  | リーグ | リーグ | 国王杯 | 国王杯 | 国際大会 | 国際大会 | その他 | その他 | 通算 | 通算 |
| クラブ                        | シーズン     | ディヴィジョン          | 出場   | 得点   | 出場   | 得点   | 出場     | 得点     | 出場   | 得点   | 出場 | 得点 |
| ----------------------------- | ------------ | ----------------------- | ------ | ------ | ------ | ------ | -------- | -------- | ------ | ------ | ---- | ---- |
| レバンテB                     | 2012-13      | セグンダ・ディビシオンB | 2      | 1      | -      | -      | -        | -        | -      | -      | 2    | 1    |
| レバンテ                      | 2012-13      | ラ・リーガ              | 31     | 4      | 3      | 0      | 10       | 0        | -      | -      | 44   | 4    |
| レバンテ                      | 2013-14      | ラ・リーガ              | 32     | 2      | 2      | 1      | -        | -        | -      | -      | 34   | 3    |
| レバンテ                      | 2014-15      | ラ・リーガ              | 27     | 1      | 3      | 0      | -        | -        | -      | -      | 30   | 1    |
| レバンテ                      | 2015-16      | ラ・リーガ              | 22     | 1      | 1      | 0      | -        | -        | -      | -      | 23   | 1    |
| レバンテ                      | 2016-17      | セグンダ・ディビシオン  | 17     | 0      | 1      | 0      | -        | -        | -      | -      | 18   | 0    |
| レバンテ                      | クラブ通算   | クラブ通算              | 129    | 8      | 10     | 1      | 10       | 0        | 0      | 0      | 149  | 9    |
| スポルティング・ヒホン (loan) | 2017-18      | セグンダ・ディビシオン  | 41     | 8      | 0      | 0      | -        | -        | 2      | 0      | 43   | 8    |
| オサスナ                      | 2018-19      | セグンダ・ディビシオン  | 37     | 7      | 1      | 0      | -        | -        | -      | -      | 38   | 7    |
| オサスナ                      | 2019-20      | ラ・リーガ              | 30     | 8      | 1      | 0      | -        | -        | -      | -      | 31   | 8    |
| オサスナ                      | 2020-21      | ラ・リーガ              | 37     | 3      | 2      | 0      | -        | -        | -      | -      | 39   | 3    |
| オサスナ                      | クラブ通算   | クラブ通算              | 104    | 18     | 4      | 0      | 0        | 0        | 0      | 0      | 108  | 18   |
| キャリア通算                  | キャリア通算 | キャリア通算            | 276    | 35     | 14     | 1      | 10       | 0        | 2      | 0      | 302  | 36   |

## タイトル
レバンテ
- セグンダ・ディビシオン : 1回 (2016-17)

オサスナ
- セグンダ・ディビシオン : 1回 (2018-19)[12]